# Tomáš Malatinský
Tomáš Malatinský (né le 14 mars 1959 à Bratislava) est un homme politique slovaque sans étiquette.
Le 4 avril 2012, il est nommé ministre de l’Économie dans le gouvernement Fico II. Il succède à Juraj Miškov.
Il démissionne le 3 juillet 2014 au profit du social-démocrate Pavol Pavlis.